# Hydroniscus watlingi
Hydroniscus watlingi är en kräftdjursart som beskrevs av George 2004. Hydroniscus watlingi ingår i släktet Hydroniscus och familjen Haploniscidae. Inga underarter finns listade i Catalogue of Life.